# Thivencelle
Thivencelle es una comuna francesa situada en el departamento del Norte, en la región de Alta Francia.

## Demografía
| 1293 | 1116 | 961 | 818 | 824 | 839 | 824 |
| Para los censos de 1962 a 1999 la población legal corresponde a la población sin duplicidades (Fuente: INSEE [Consultar]) |      |     |     |     |     |     |